# Poste de péage et pesage de Liboussou
Pour un article plus général, voir Péages et pesages au Bénin.
Le Poste de péage et de pesage de Liboussou est une infrastructure routière du réseau routier national du Bénin.

## Histoire
Le poste est créé pour assurer une récupération partielle des coûts auprès des usagers afin d’accroître les ressources du Fonds Routier

### Localisation
Il est situé au centre du Bénin dans la commune de Segbana, dans le département de Alibori. Il fait partie des postes de péage et de pesage dont dispose le réseau routier béninois en 2020.